# كاتدرائية لشبونة

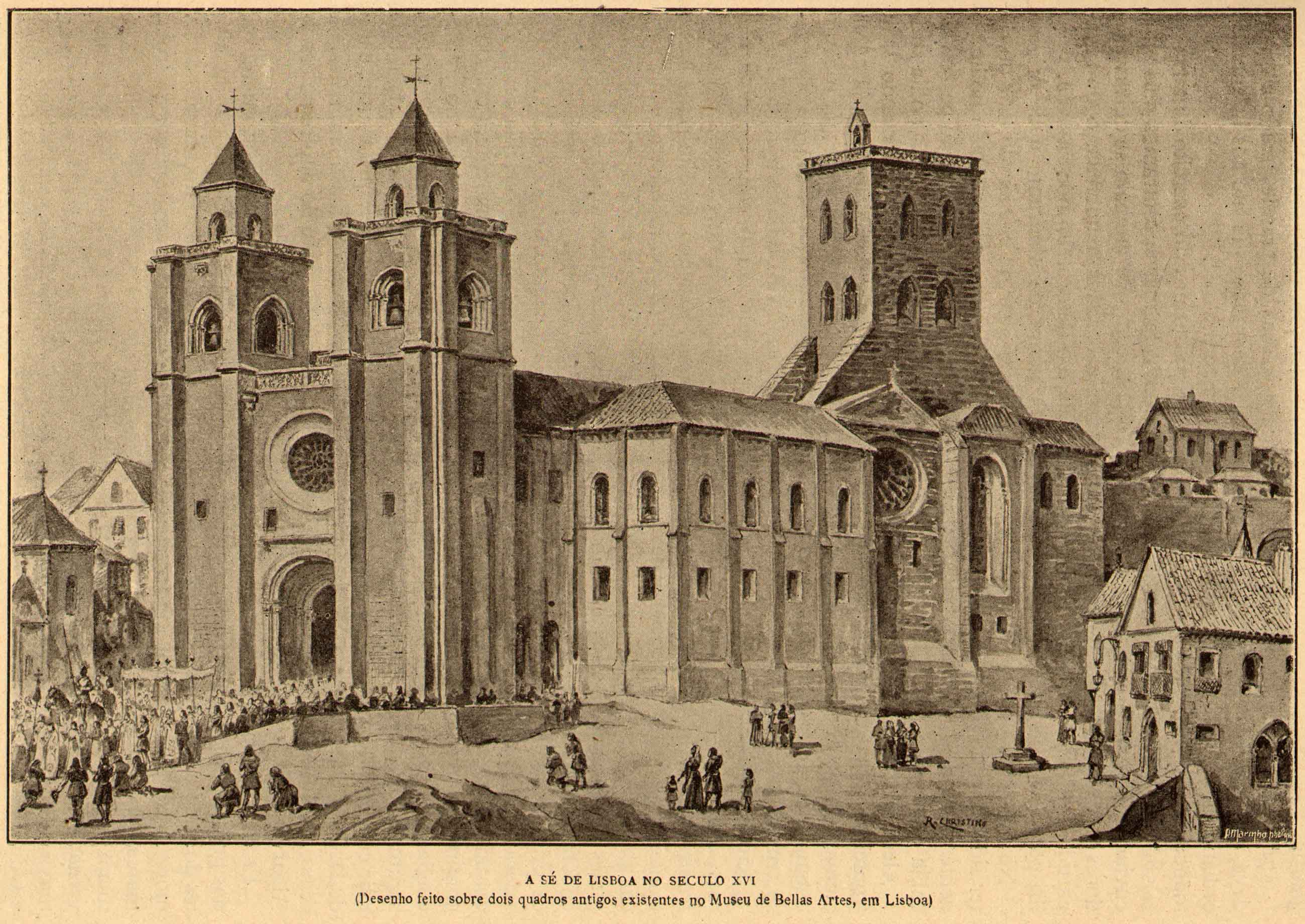
رسم لكاتدرائية لشبونة في القرن السادس عشر وفق لوحات للفنان ألفرادو روقي گاميرو آنذاك

كاتدرائية لشبونة ((بالبرتغالية: Santa Maria Maior de Lisboa‏) أي Sé de Lisboa), وتعرف شعبيا ببساطة سا Sé، هي كنيسة رومانية كاثوليكية تقع في مدينة لشبونة البرتغالية. هي أقدم كنيسة في المدينة، وهي مقام كرسي مِطْرَانِيَّة لشبونة. منذ بداية بناء الكنيسة على أطلال جامع لشبونة المدمر عقب حصار لشبونة عام 1147، رممت البناية عدة مرات وصمدت أمام زلازل كثيرة. هي اليوم تمثل مزيجا من الأساليب المعمارية. صففت ضمن المعالم الوطنية منذ 1910.